# 링 피트 어드벤처
링 피트 어드벤처(영어: Ring Fit Adventure)는 닌텐도가 개발하고 배급한 닌텐도 스위치 대응 엑서 및 롤플레잉 게임이다. 이 게임을 하려면, 유연하고 단단한 플라스틱링인 링콘(Ring-Con)과 조이콘을 낄 수 있는 레그 스트랩이 필요하며 같이 제공된다.

## 평가
링 피트 어드벤처는 "일반적으로 좋은" 평가를 받았다. 많은 비평가들은 링 피트 어드벤처가 근력 운동을 위해 고안된 것은 아니지만 체력을 유지하기 위한 효과적인 운동 게임이라는 것에 동의하고 있다. 하지만, 게임의 RPG 요소는 매우 단순하며, 전략적인 RPG 요소를 위하는 소비자는 실망할 수 있다고 평가 받고 있다.